# Puy Oria
Puy Oria Rubio (Torres del Río, 1962) es una empresaria española de la industria cinematográfica fundadora de la productora audiovisual Oria Films, nominada en 2006 a los Premios Goya en la categoría de Mejor director de producción por la película Obaba y ganadora en 2019 del Premio Simone de Beauvoir de la XXIV Muestra de Cine dirigido por mujeres (XXIV Zinemakumeak gara!).

## Trayectoria
Se licenció en Filosofía y Ciencias de la educación por la Universidad de Navarra en 1986. Trabajaba en el área de la educación medioambiental, cuando el productor Elías Querejeta la contrató para que fuera a asentamientos de personas inmigrantes en situación irregular y grabara en vídeo sus testimonios con los que posteriormente se elaboró un guion que, en principio, iba a ser un documental pero acabó siendo el largometraje Las cartas de Alou, dirigido por Montxo Armendáriz en 1990. Cuando acabó su trabajo en la película ya no volvió a su plaza de pedagoga y continuó dedicándose al cine formando parte de los equipos de producción de numerosas películas entre las que se encuentran El sol del membrillo (1990) de Víctor Erice, Jamón, jamón (1992) de Bigas Luna, Días Contados (película de1994) de Imanol Uribe, La Pasión Turca (1994) de Vicente Aranda, Historias del Kronen (película) (1994) de Montxo Armendáriz, La Ley de la Frontera (1995) de Adolfo Aristarain, Profundo Carmesí (1996) de Arturo Ripstein, Secretos del Corazón (1996) de Montxo Armendáriz, Así es la vida (1999) de Arturo Ripstein o Palabra y Utopía (1999) de Manoel de Oliveira.
En 1999, fundó junto a Montxo Armendáriz la productora audiovisual Oria Films, empresa con la que ha producido entre otros los largometrajes, Silencio Roto (2001) de Montxo Armendáriz, La guerrilla de la memoria (1992) de Javier Corcuera Andrino, Obaba (2005) de Montxo Armendáriz, El inmortal (2005) de Mercedes Moncada Rodríguez, No tengas miedo (2011) de Montxo Armendariz o De tu ventana a la mía (2012) de Paula Ortiz y la serie Tú no eres especial (2022) dirigida por Estíbaliz Burgaleta, Inma Torrente y Laura M. Campos.
Además de su trabajo en la producción cinematográfica, Oria se dedica a otras actividades relacionadas con esta industria. Desde mediados de la década de 2000, imparte cursos, talleres o clases magistrales sobre producción audiovisual y otros aspectos relacionados con la cinematografía en organismos e instituciones como Universidad Internacional Menéndez Pelayo, Universidad Internacional de Valencia, Escuela de Cine de Alcorcón, Comunidad de Madrid, Universidad Pública de Navarra, Escuela Universitaria de Artes TAI, Universidad de Granada, festival Notodofilmfest, Escuela Superior de Cine y Audiovisuales de Cataluña (ESCAC), Filmoteca de Barcelona, Universidad de Alicante, Universidad Internacional de La Rioja (UNIR), Encuentro de Jóvenes Talentos (Ibertalent), Escuela de Cine de Cádiz, Universidad de Cádiz, Diputación Provincial de Jaén o Festival Internacional de Cine de Almería (FICAL).
Desde 2017, Oria preside la consultoría de gestión audiovisual ConsultOria Films, empresa que puso en marcha junto a varios compañeros que conforman un grupo multidisciplinar para el asesoramiento integral en línea de proyectos audiovisuales y que nació con vocación de ser un lugar de encuentro del sector.
También ha realizado colaboraciones con varios festivales de cine. En 2013 fue jurado del certamen de cortometrajes Navarra tierra de cine, para promocionar el turismo en Navarra y también para darla a conocer como plató de rodaje. Al año siguiente, estuvo en la 40.ª edición del Festival de Cine Iberoamericano de Huelva. En 2016, colaboró como jurado del Certamen de Largometrajes Ópera Prima que tuvo lugar en el marco de la XV edición Festival Internacional de Cine Almería (Fical). Ese mismo año, también participó en la 22.ª edición del extremeño Festival Ibérico de Cinema (FIC), cuyo objetivo es divulgar el cortometraje.
Oria ha formado parte de diferentes asociaciones y entidades como son la Asociación Madrileña del Audiovisual (AMA), de la que fue presidenta desde su constitución en 2007, hasta 2018, Consejos de Cultura autonómicos de la Comunidad de Madrid y de Navarra, el Comité Asesor de Acción Cultural Española (AC/E) y forma parte de la Academia de las Artes y las Ciencias Cinematográficas de España. En 2018, fue elegida presidenta de la federación Productoras Independientes Audiovisuales Federadas (PIAF) y con ello, se convirtió en la primera mujer en ostentar un cargo de características similares a este en el mundo audiovisual español, puesto que los presidentes de la Confederación de Productores Audiovisuales Españoles (FAPAE), desaparecida a primeros de 2018 y que supone el antecedente inmediato de PIAF, habían sido Gerardo Herrero, Eduardo Campoy, Pedro Pérez y Ramón Colom. Permaneció en este cargo hasta enero de 2021, momento en que le sucedió el productor valenciano Antonio Mansilla.
Oria se ha comprometido en causas diversas. En 2012, fue una de las más de 400 personas nacionales e internacionales del mundo del cine que firmaron el comunicado en apoyo de José Luis Cienfuegos, cesado como director del Festival Internacional de Cine de Gijón a principios de 2011, tras 16 años de trabajo. En 2015 respaldó con su firma el manifiesto contra el terrorismo, la islamofobia, las guerras, los recortes de libertades y los bombardeos, No en nuestro Nombre. En 2020, fue una de las más de 600 mujeres que en el plazo de menos de un mes se registraron en la plataforma RAMPA: Red Abierta de Mujeres Profesionales del Audiovisual, iniciativa para combatir la brecha de género en el sector audiovisual, que nació a partir del Festival de Cine hecho por Mujeres.

## Reconocimientos
En 2006, fue nominada a los premios Goya en la categoría de Mejor director de producción por el largometraje Obaba. El 10 de diciembre de 2015, en su VII edición, el Festival Internacional de Cine y Derechos Humanos-Humans Fest, otorgó a Oria y al director Montxo Armendáriz el Premio Pau i Justicia, con el que reconoce cada año las carreras profesionales cinematográficas dedicadas a la defensa de los Derechos humanos.
En 2017, fue una de las cinco mujeres homenajeadas en el marco del asturiano Ciclo de Cine al aire libre de Bueño por haber dejado su huella en la historia reciente del cine español. Fue ganadora del Premio Simone de Beauvoir 2019, que reconoce su extensa trayectoria y que le otorgó la XXIV Zinemakumeak gara! (XXIV Muestra de cine dirigido por mujeres). Además es una de las 12 vocales electas de la junta directiva de la Real Sociedad Económica Matritense de Amigos del País.
En abril de 2021, el Festival de Cine y Derechos Humanos de San Sebastián, en su XVIII edición, concedió a Oria y a Montxo Armendáriz el premio especial del festival.
En noviembre de 2022, el Gobierno foral de Navarra le otorgó el Premio Francisco de Javier por su amplia carrera cinematográfica y por la promoción que hace de la comunidad al rodar allí muchas de sus películas. El acto de entrega tuvo lugar el 30 de enero de 2023 en la sede de la Academia del Cine Español, en Madrid. Oria recibió el premio de manos de la Presidenta de Navarra, María Chivite, que valoró su apuesta por el cine social y comprometido y la defensa de los derechos humanos que realiza mediante sus producciones.